# Rhus hypoleuca
Rhus hypoleuca là một loài thực vật có hoa trong họ Đào lộn hột. Loài này được Champ. ex Benth. miêu tả khoa học đầu tiên năm 1852.